# TJAP1
TJAP1‏ (Tight junction associated protein 1) هوَ بروتين يُشَفر بواسطة جين TJAP1 في الإنسان.